# Amaro Macedo
Amaro Macedo  (Campina Verde, 10 de maio de 1914 - Ituiutaba, 27 de junho de 2014) foi um naturalista brasileiro. Foi o maior coletor de espécies vegetais dos cerrados do século XX e entre 1943 e 2007, coletou 6008 espécies. Os exemplares estão espalhados pelos herbários do mundo todo. Várias das espécies que coletou foram descritas como espécies novas, sendo que cerca de 50 delas receberam o nome de Amaro Macedo, como homenagem de botânicos famosos.
Em suas viagens Amaro escrevia relatos, que lembram os de Auguste de Saint-Hilaire: fala das plantas, do meio ambiente, das cidades visitadas, do transporte, dos rios e suas praias, das festas populares, das crendices, das comidas regionais e dos hábitos das pessoas.

## Biografia
Amaro Macedo é filho de Otávio Macedo, um fazendeiro do Triângulo Mineiro, em Minas Gerais e de dona Maria da Glória Chaves Macedo. É casado com Célia Duarte Macedo e pai de quatro filhas: Regina, Marília, Beatriz e Maria do Carmo.
Fez o curso primário em Ituiutaba e o ginasial em Campanha, MG. Formou-se como Técnico Agrícola na Escola Superior de Viçosa, hoje Universidade Federal de Viçosa, MG. Quando se preparava para o vestibular para o Curso de Agronomia, foi chamado por seu cunhado Álvaro Brandão de Andrade, para lecionar no curso primário no Instituto Marden, que Álvaro acabara de fundar em Ituiutaba. Isto aconteceu em 1935. Logo passou a dar aulas de matemática, ciências e desenho geométrico no curso ginasial do mesmo Instituto. Com a criação do Curso de Comércio passou a ser professor de estatística. Era o substituto de Álvaro quando assumia a direção do Instituto. Nesta cidade passou também a lecionar ciências e matemática no Colégio Santa Tereza. Como professor de Ciências Naturais começou a ensinar o nome científico das plantas do dia-a-dia, como arroz e feijão. No entanto, os alunos, filhos de fazendeiros, começaram a querer saber o nome latino de plantas que ocorriam em suas fazendas. Ele não sabia e começou a estudar e a dar aulas de campo.
Começou assim seu interesse pela Botânica e pelo Meio Ambiente. Com muito empenho começou a pedir ajuda a botânicos famosos na época e pouco a pouco aprendeu a coletar e a preparar com esmero seus espécimes botânicos. Em geral era um solitário naturalista. As plantas foram coletadas, em sua maioria, nos estados de Minas Gerais, Goiás, Maranhão, Pará e Rio de Janeiro. Coletou em Natividade, Porto Nacional e Filadélfia, que na época pertenciam ao estado de Goiás e hoje fazem parte do estado de Tocantins.
A primeira planta coletada foi Roupala tomentosa Pohl., em 03 de maio de 1943, em Ituiutaba. Durante as viagens, sempre escrevia relatos pormenorizados, falando de plantas, mas comentando o meio ambiente, o povo, as cidades em formação, os meio de transportes, as condições de vida, a culinária, os costumes das gentes, as festas típicas. Quando se aposentou iniciou uma nova vida como fazendeiro, mas continuou a coletar as plantas dos cerrados. Um dia, coletando plantas na fazenda, foi atingido no olho esquerdo por um galho de “unha-de-cabrito”, Bauhinia bongardi Steud. – ficou totalmente cego desse olho, mas não parou de trabalhar.

## Homenagens
Graças aos serviços prestados à Botânica e divulgação da flora do Brasil foi homenageado pelo British Museum of Natural History, de Londres, Inglaterra. Em 1958, foi agraciado pelo governo do Brasil, com a Medalha Mérito Dom João VI, pelos serviços prestados ao Jardim Botânico do Rio de Janeiro.

## Intercâmbio com botânicos
Aprendeu e manteve um intercâmbio muito ativo com botânicos brasileiros como Franco de Toledo, Oswaldo Handro, Frederico Carlos Hoehne, Graziela Maciel Barroso, Carlos Toledo Rizzini e Alexandre Curt Brade, Guido Frederico João Pabst, Gil Martins Felippe, Lúcia Rossi e João Aguiar Nogueira Batista, para citar apenas alguns. Teve intercâmbio intenso com botânicos estrangeiros como Carlos M.D.E. Legrand, do Uruguai; Lorenzo R. Parodi e Arturo E. Burkart, da Argentina; Harold N. Moldenke, Richard Sumner Cowan, Robert E. Woodson Jr., Conrad V. Morton, Jason R. Swallen e Lyman B. Smith, dos Estados Unidos; Noel Y. Sandwith, da Inglaterra; Joseph V. Monachino, da Itália, radicado nos Estados Unidos; Erik Asplund, da Suécia.

## Plantas coletadas
Exemplares (exsicatas) das plantas coletadas por ele estão espalhadas pelos herbários do Brasil e do exterior. Só para o herbário do Instituto de Botânica de São Paulo - IBt doou em 1963 um total de 1723 exsicatas. Entre 1943 e 2007 coletou 6008 espécies. Muitas das plantas coletadas são espécies novas, algumas delas foram dedicadas a ele por botânicos famosos.

## Espécies novas coletadas por Amaro Macedo
Família Acanthaceae
Amphiscopia grandis Rizzini
Chaetothylax erenthemanthus Rizzini
Chaetothylax tocantinus var longispicus Rizzini
Hygrophila humistrata Rizzini
Lophothecium paniculatum Rizzini
Ruellia capitata Rizzini
Ruellia rufipila Rizzini
Família Amaryllidaceae
Amaryllis minasgerais H.P. Traub
Família Asclepiadaceae
Ditassa maranhensis Fontella & C. Valente
Família Bignoniaceae
Distictella dasytricha Sandwith
Família Bromeliaceae
Bromelia interior L.B. Smith
Família Compositae
Gochnatia barrosii Cabrera
Tricogonia atenuata G.M.Barroso
Família Connaraceae
Rourea psammophila E. Forero
Família Gramineae
Luziola divergens J.R. Swallen
Olyra taquara Swallen
Panicum pirineosense Swallen
Paspalum crispulum Swallen
Paspalum fessum Swallen
Paspalum formosum Swallen
Paspalum latipes Swallen
Paspalum pallens Swallen
Sporobolus hians van Schaack
Família Labiatae
Hyptis argentea Epling & Mathias
Salvia expansa Epling
Família Liliaceae
Herreria latifolia Woodson
Família Melastomataceae
Rhynchanthera philadelphensis Brade
Família Velloziaceae
Vellozia hypoxoides L.B. Smith

## Espécies novas homenageando Amaro Macedo
Algumas espécies novas receberam, de botânicos famosos que as estudaram, o nome de Amaro Macedo como homenagem:
Acanthaceae
Sericographis macedoana Rizzini — Arch. Jard. Bot. Rio de Janeiro 8; 357, 1948
Aspidiaceae
Polybotrya macedoi Brade — Bradea l: 24, 1969
Bromeliaceae
Bromelia macedoi L.B.Sm. — Buli. Bromeliad Soe. 8: 12, 1958
Dyckia macedoi L.B.Sm. — Arch. Bot. São Paulo n. ser. 2: 195, 1952
Compositae
Mikania macedoi G.M.Barroso — Arch. Jard. Bot. Rio de Janeiro 16: 247, 1959
Vernonia macedoi G.M.Barroso — Arch. Jard. Bot. Rio de Janeiro 13: 9, 1954
Wedelia macedoi H.Rob. — Phytologia 55:396, 1984
Convolvulaceae
Ipomoea macedoi Hoehne — Arq. Bot. Estado São Paulo n s. 2: 110, 1950
Dryopteridaceae
Polybotrya macedoi Brade — Bradea l: 24, 1969
Gramineae
Paspatum macedoi Swallen — Phytologia 14: 377, 1967
Lauraceae
Aiouea macedoana Vattimo-Gil — Anais 15 Congr. Soc. Bot. Brasil 168, 1967
Leguminosae-Caesalpinioideae
Cassia macedoi H.S.Irwin &. Barneby — Mem. New York Bot. Gard, 30; 136,1978
Chamaecrista macedoi (H.S.Irwin & Barneby) H.S.Irwin & Barneby — Mem. New York Bot. Gard. 35: 654,1982
Leguminosae-Mimosoideae
Mimosa macedoana Burkart — Darwiniana 13: 389,1964
Leguminosae-Papilionoideae
Arachis macedoi Krapov. & W.C.Greg. — Bonplandia (Corrientes) 8: 55, 1994
Harpalyce macedoi R.S.Cowan — Brittonia 10: 31,1958
Malpighiaceae
Banisteriopsis macedoana L.B.Sm. — J. Wash. Acad. Sci. 45: 198, 1955
Stigmaphyllon macedoanum C. E. Anderson — Contr. Univ. Michigan Herb. 17: 10, 1990
Malvaceae
Peltaea macedoi Krapov. & Cristobal —Kurtziana 2:196, 1965
Melastomataceae
Macairea macedoi Brade — Arch. Jard. Bot. Rio de Janeiro 16: 31, 1959
Microlicía amaroi Brade — Arch. Jard. Bot. Rio de Janeiro 16:29, 1959
Microlicia macedoi L.B.Sm. & Wurdack — J. Wash. Acad. Sci. 45: 200, 1955
Tococa macedoi Brade — Arch. Jard. Bot. Rio de Janeiro 16: 32, 1959
Myrtaceae
Eugenia macedoi Mattos & D.Legrand — Loefgrenia 67: 24,1975
Hexachlamys macedoi D.Legrand — Loefgrenia 55: l, 1972
Marlierea macedoi D.Legrand —Bot. Mus.Hist. Nat. Montevideo, 3: 27, 1962
Psidium macedoi Kausel — Lilloa 33: 108, 1971 (publ.1972)
Ochnaceae
Luxemburgia macedoi Dwyer — J. Wash. Acad. Sci. 45: 198, 1955
Onagraceae
Pelozia macedoi Krapov. & Cristóbal — Kurtziana 2: 196, 1965
Opiliaceae
Agonandra macedoi Toledo — Arch. Bot. São Paulo n.s. 3:13, 1952
Orchidaceae
Cyrtopodium macedoi J.A.N.Bat. & Bianch. — Novon l6: 17, 2006
Piperaceae
Peperomia macedoana Yunck. — Bol. Inst. Bot. (São Paulo) 3:189, 1966
Piper macedoi Yunck. — Boi. Inst. Bot. (São Paulo) 3: 51, 1966
Polypodiaceae
Pecluma macedoi (Brade) M.KessIer &. A.R.Sm. — Candollea 60: 281, 2005
Polypodium macedoi Brade — Arch. Jard. Bot. Rio de Janeiro 11: 30, 1951
Rubiaceae
Galianthe macedoi E.L.Cabral — Bonplandia (Corrientes) 10:121, 2000
Rutaceae
Teclea macedoi Exell & Mendonça — Garcia de Orta. Ser. Bot. l: 93, 1973
Vepris macedoi (Exell &. Mendonça) W.Mziray —Symb. Bot. Upsal. 30: 73, 1992
Velloziaceae
Vellozia macedonis Woodson— Ann. Missouri Bot. Gard. 37: 398, 1950
Verbenaceae
Lippia macedoi Moldenke — Phytologia 6: 327, 1958
Stachytarpheta macedoi Moldenke — Phytologia 3: 276, 1950
Viscaceae
Phoradendron macedonis Rizzini — Rodriguesia 18-19: 163, 1956